# جيسون رولاند
جيسون رولاند (بالإنجليزية: Jason Rowland)‏ مواليد 6 أغسطس 1970 في لندن، هو ملاكم محترف بريطاني يصنف ضمن فئة وزن خفيف الوسط.

## إحصائيات
خاض خلال مسيرته 28 نزالا، فاز في 26 وخسر في 2. فاز بالضربة القاضية في 14 نزالا.

## روابط خارجية
- جيسون رولاند على موقع بوكس ريك (الإنجليزية) (registration required)